# ريتيش ديشموك
ريتيش ديشمخ (بالإنجليزية: Riteish Deshmukh)‏ (من مواليد 17 ديسمبر 1978، في مومباي، ماهاراشترا) هو ممثل هندي ومهندس معماري ظهر في بعض الأفلام الكوميدية. تزوج عام 2012 من الممثلة جينيليا ديسوزا. له أخوان أميت وديجراج.

## وصلات خارجية
- ريتيش ديشموك على موقع IMDb (الإنجليزية)
- ريتيش ديشموك على موقع ألو سيني (الفرنسية)
- ريتيش ديشموك على موقع ألو سيني (الفرنسية)
- ريتيش ديشموك على موقع أول موفي (الإنجليزية)
- ريتيش ديشموك على موقع قاعدة بيانات الفيلم (الإنجليزية)
- ريتيش ديشموك على موقع كينوبويسك (الروسية)